# U-757
| U-757                      | U-757                                                          | U-757                                                          |
| -------------------------- | -------------------------------------------------------------- | -------------------------------------------------------------- |
|                            |                                                                |                                                                |
|                            |                                                                |                                                                |
|                            |                                                                |                                                                |
| Під прапором               | Третій рейх                                                    | Третій рейх                                                    |
| Спуск на воду              | 14 грудня 1941 року                                            | 14 грудня 1941 року                                            |
| Виведений зі складу флоту  | 8 січня 1944 року                                              | 8 січня 1944 року                                              |
| Сучасний статус            | затоплений                                                     | затоплений                                                     |
| Проєкт                     |                                                                |                                                                |
| Тип ПЧ                     | Торпедний ДПЧ                                                  | Торпедний ДПЧ                                                  |
| Основні характеристики     |                                                                |                                                                |
| Швидкість (надводна)       | 17,7 вузлів                                                    | 17,7 вузлів                                                    |
| Швидкість (підводна)       | 7,6 вузлів                                                     | 7,6 вузлів                                                     |
| Робоча глибина занурення   | 100 м                                                          | 100 м                                                          |
| Гранична глибина занурення | 220 м                                                          | 220 м                                                          |
| Екіпаж                     | 43 особи                                                       | 43 особи                                                       |
| Розміри                    |                                                                |                                                                |
| Довжина найбільша (по КВЛ) | 67,1 м                                                         | 67,1 м                                                         |
| Ширина корпусу найб.       | 6,2 м                                                          | 6,2 м                                                          |
| Висота                     | 9,6 м                                                          | 9,6 м                                                          |
| Середня осадка (по КВЛ)    | 4,70 м                                                         | 4,70 м                                                         |
| Водотоннажність надводна   | 769 т                                                          | 769 т                                                          |
| Озброєння                  |                                                                |                                                                |
| Артилерія                  | одна палубна гармата калібру 88-мм, одна 20-мм зенітна гармата | одна палубна гармата калібру 88-мм, одна 20-мм зенітна гармата |
| Торпедно- мінне озброєння  | 4 носових і один кормовий ТА. 14 торпед або 26 мін             | 4 носових і один кормовий ТА. 14 торпед або 26 мін             |

U-757 — німецький підводний човен типу VIIC, часів Другої світової війни.
Замовлення на будівництво човна було віддане 9 жовтня 1939 року. Човен був закладений на верфі суднобудівної компанії «Kriegsmarinewerft» у місті Вільгельмсгафен 18 травня 1940 року під заводським номером 140, спущений на воду 14 грудня 1941 року, 28 лютого 1942 року увійшов до складу 6-ї флотилії. Єдиним командиром човна був корветтен-капітан Фрідріх Дец.
Човен зробив 5 бойових походів, в яких потопив 2 судна та 1 військовий корабель.
8 січня 1944 року потоплений в Північній Атлантиці південно-західніше Ірландії (50°33′ пн. ш. 18°03′ зх. д. / 50.550° пн. ш. 18.050° зх. д.) глибинними бомбами канадського корвета «Камроуз» і британського фрегата «Баунтун». Всі 49 членів екіпажу загинули.

## Потоплені та пошкоджені кораблі[3]
| Назва             | Тип           | Належність | Дата            | Тоннаж (БРТ) | Вантаж | Статус    | Місце                                                       |
| William C. Gorgas | торгове судно | США        | 11 березня 1943 | 7 197        | 8 000 т генеральних вантажів включно з металами, продуктами харчування, бавовною, 900 т вибухівки та літаком, також десантне судно та 2 патрульні катери на палубі | потоплено | 51°35′ пн. ш. 28°30′ зх. д. / 51.583° пн. ш. 28.500° зх. д. |
| Fernhill          | торгове судно | Норвегія   | 7 серпня 1943   | 4 116        | 6 924 т генеральних вантажів включно з 10 т амуніції | потоплено | 36°01′ пн. ш. 02°29′ зх. д. / 36.017° пн. ш. 2.483° зх. д.  |